# قائمة أطباق الدجاج

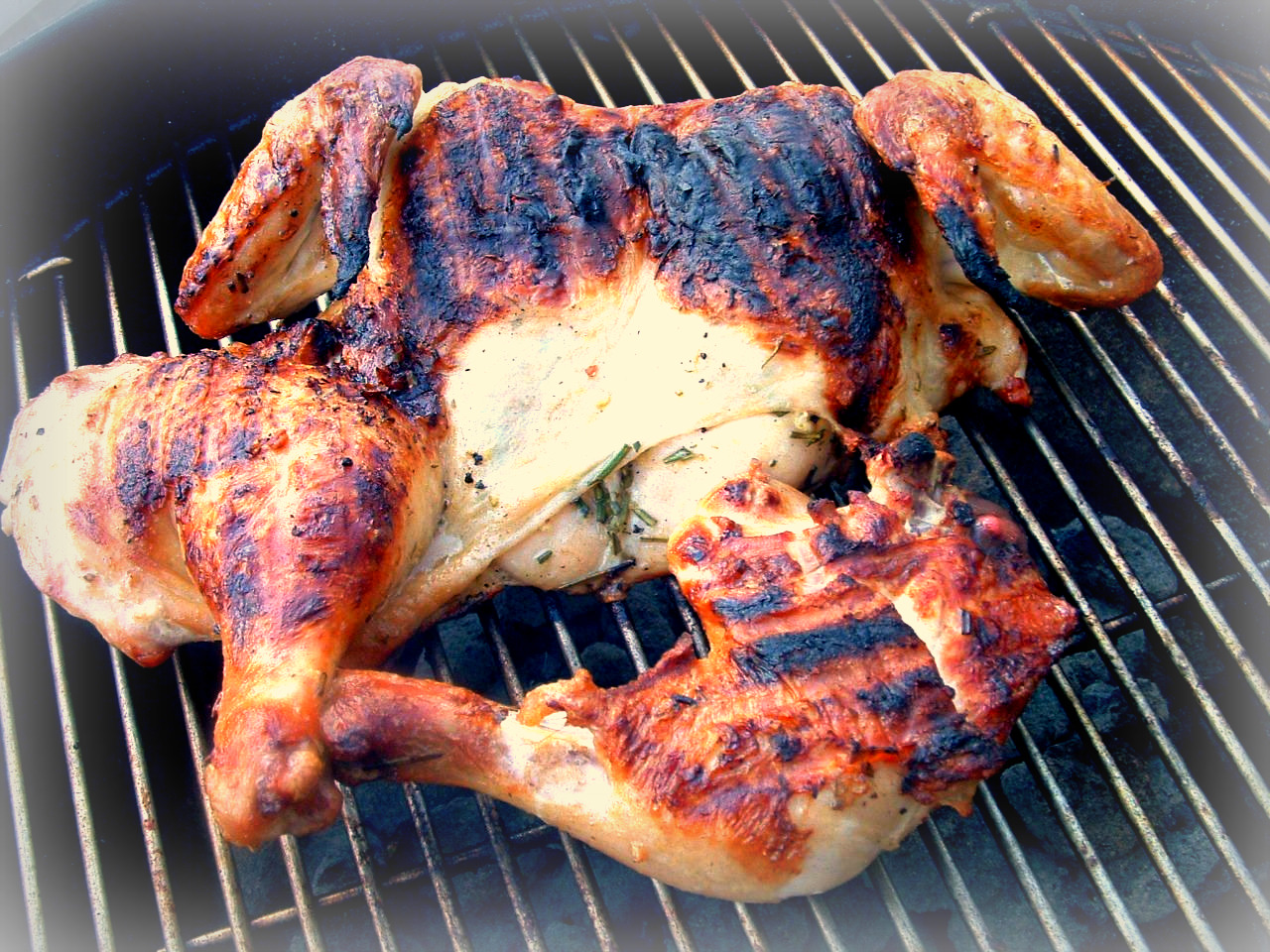
يعد تحميص الدجاج أو شوائه الطريقة الشائعة لطهي الدجاج في جميع أنحاء العالم.

هذه قائمة بأطباق الدجاج. يُعد الدجاج أكثر أنواع الدواجن /اللحوم شيوعًا في العالم، وكان من أوائل الحيوانات المُستأنسة. يُعد الدجاج مصدرًا عالميًا رئيسيًا للحوم والبيض للاستهلاك البشري. يُحضّر كغذاء بطرق متنوعة، تختلف باختلاف المنطقة والثقافة. يعود انتشار الدجاج إلى أن معظم الدجاج صالح للأكل، وسهولة تربيته. الدجاج المُستأنس هو دجاج التسمين للحصول على لحمه، والدجاج البياض للحصول على بيضه.
صور الدجاج كنوع من اللحوم في المنحوتات البابلية منذ حوالي 600 قبل الميلاد. كان الدجاج أحد أكثر اللحوم شيوعًا المتوفرة في العصور الوسطى. كان يُؤكل في معظم أنحاء نصف الكرة الشرقي، وكان يُؤكل بأعداد وأنواع مختلفة مثل الدجاج الصغير والمقطوش والدجاجة الصغيرة. وكان أحد المكونات الأساسية في ما يُسمى بالطبق الأبيض، وهو يخنة تتكون عادةً من الدجاج والبصل المقلي المطبوخ في الحليب والمُتبل بالتوابل والسكر.

## أطباق الدجاج
- أفريتادا
- صدر دجاج
- أدوبو                  الدجاج الأبيض المقطع هو نوع من أنواع سيو مي. وخلافًا لمعظم أنواع اللحوم الأخرى في فئة سيو مي، لا يُشوى هذا الطبق تحديدًا، بل يُطهى في الماء أو المرق.
- Ají de gallina
- أندونج جيمداك
- أروز كون بولو
- أيام باكار
- بيتوتو
- دجاج روجاك متبل
- ايام غيبريك

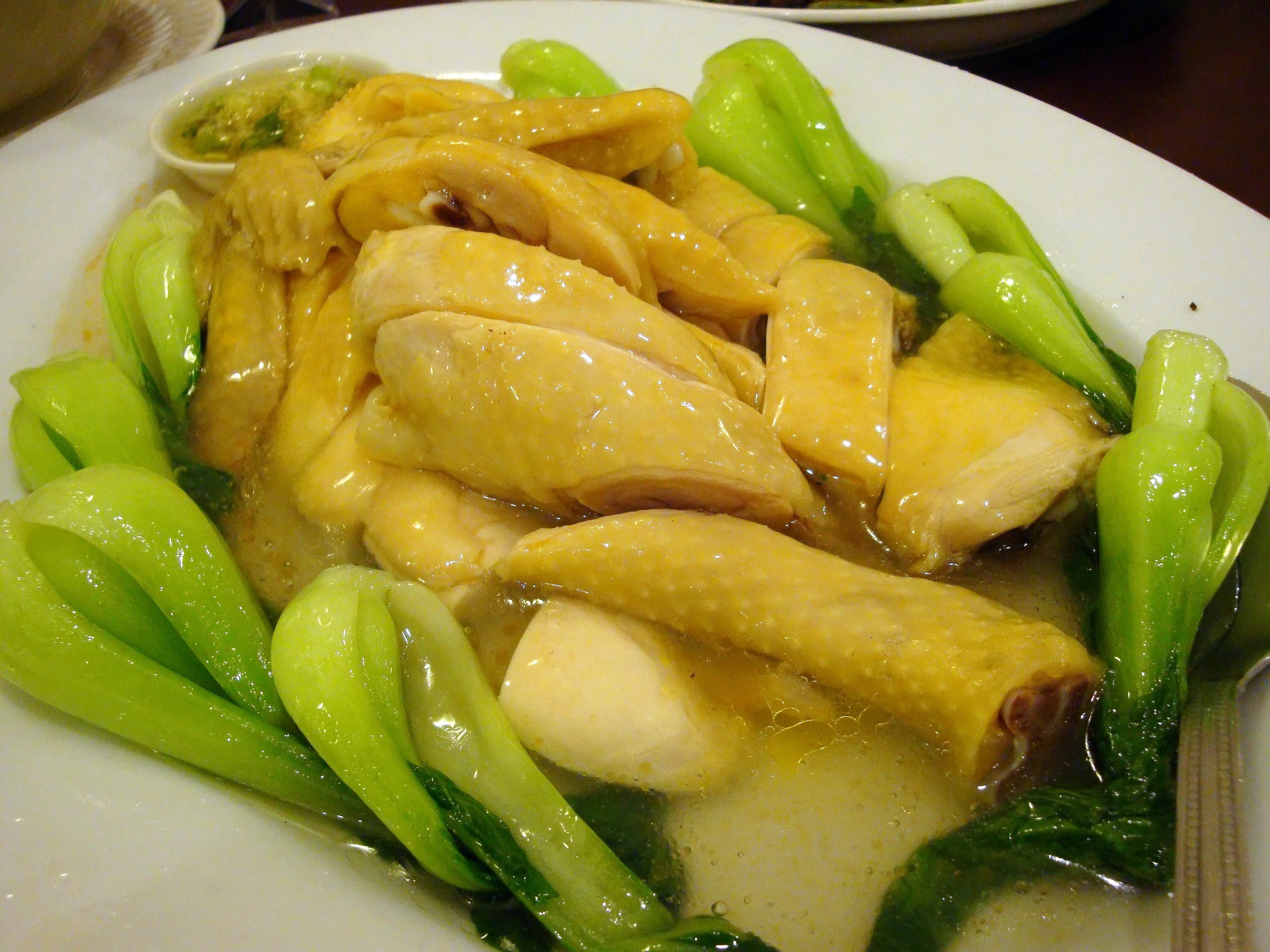
الدجاج الأبيض المقطع هو نوع من أنواع سيو مي. وخلافًا لمعظم أنواع اللحوم الأخرى في فئة سيو مي، لا يُشوى هذا الطبق تحديدًا، بل يُطهى في الماء أو المرق.

- ايام غورينغ - طبق دجاج مقلي على الطريقة الإندونيسية والماليزية
- دجاج بصلصة الصويا - طبق دجاج إندونيسي
- أيام مساك ميره- طبق تقليدي ماليزي سنغافوري
- دجاج بينيت - الدجاج المقلي التقليدي الإندونيسي
- أيام تاليوانج - طبق دجاج إندونيسي شوربة الدجاج بالنودلز
- باكهندل
- دجاج الخيزران

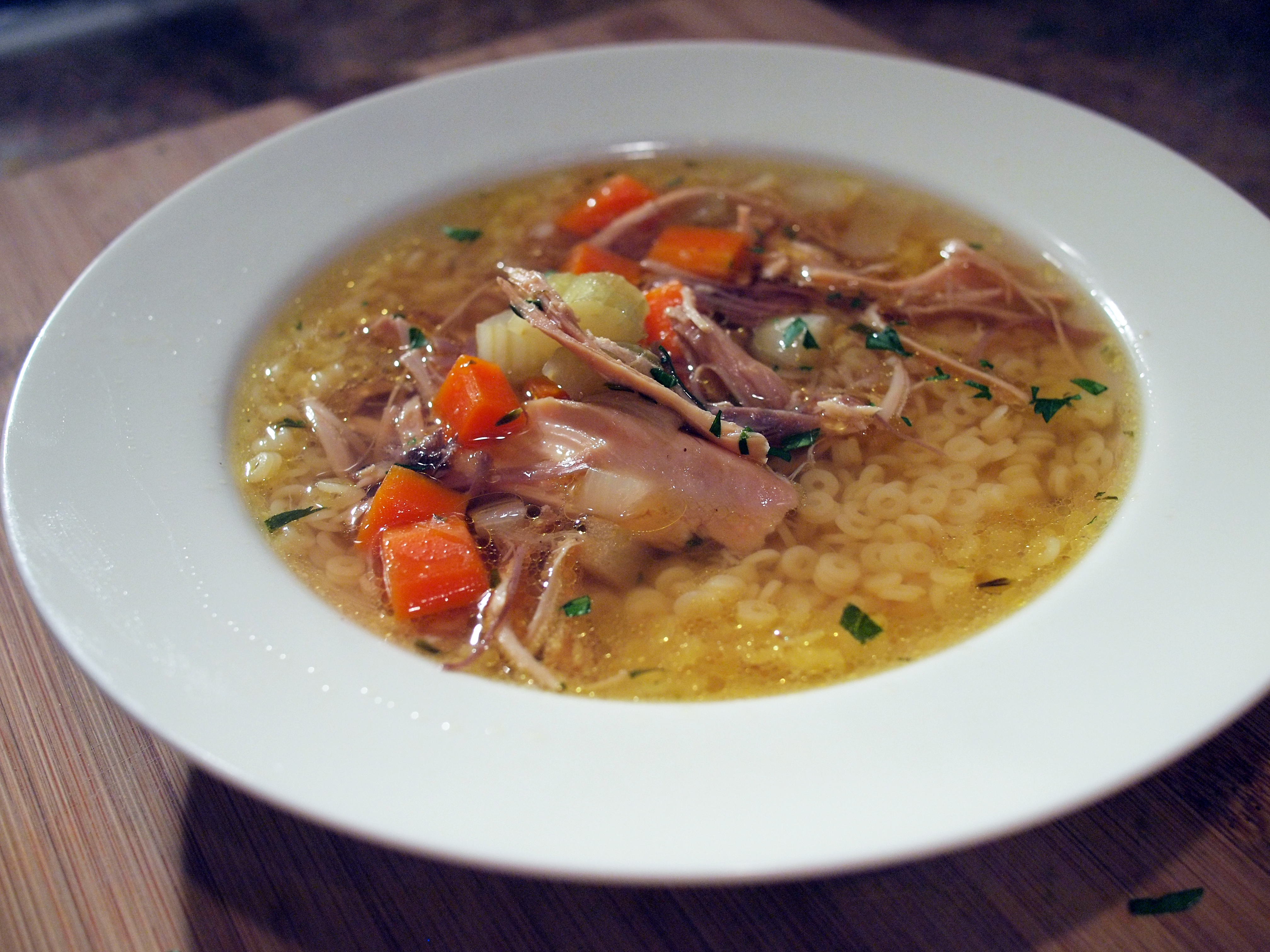
شوربة الدجاج بالنودلز

- دجاج باربيكيو - دجاج مشوي أو مدخن
- دجاج باربرتون
- دجاج برميل
- براعم الفاصوليا مع الدجاج
- دجاج قنينة البيرة
- دجاج المتسول
- دجاج بانج بانج
- دجاج بوربون
- دجاج مرق بني
- بوبور أيام
- بوفالو وينغز الديك الرومي بالخمر هو طبق فرنسي من الدجاج المطهو مع النبيذ ولحم الخنزير المقدد والفطر والثوم بشكل اختياري.
- بولداك
- دجاج بالزبدة
- كابيديلا

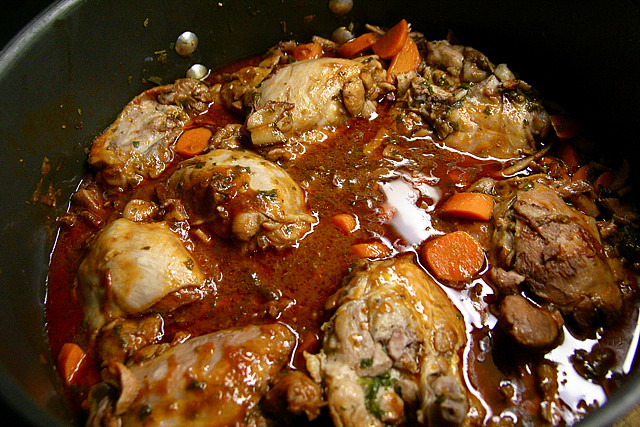
الديك الرومي بالخمر هو طبق فرنسي من الدجاج المطهو مع النبيذ ولحم الخنزير المقدد والفطر والثوم بشكل اختياري.

- كافريال - طبق دجاج حار مشهور في جوا، الهند
- دجاج الكاجو
- شارغا
- شيمايك
- دجاج 65 - طبق دجاج جنوب الهند
- دجاج على الطريقة الملكية - طبق دجاج مكعبات مع صلصة كريمة
- شوربة دم الدجاج والبط
- دجاج وفطائر - حساء على أساس الدجاج
- دجاج مع الوافلز
- كرات الدجاج - لحم الدجاج على شكل كرة  دجاج مشوي متبل

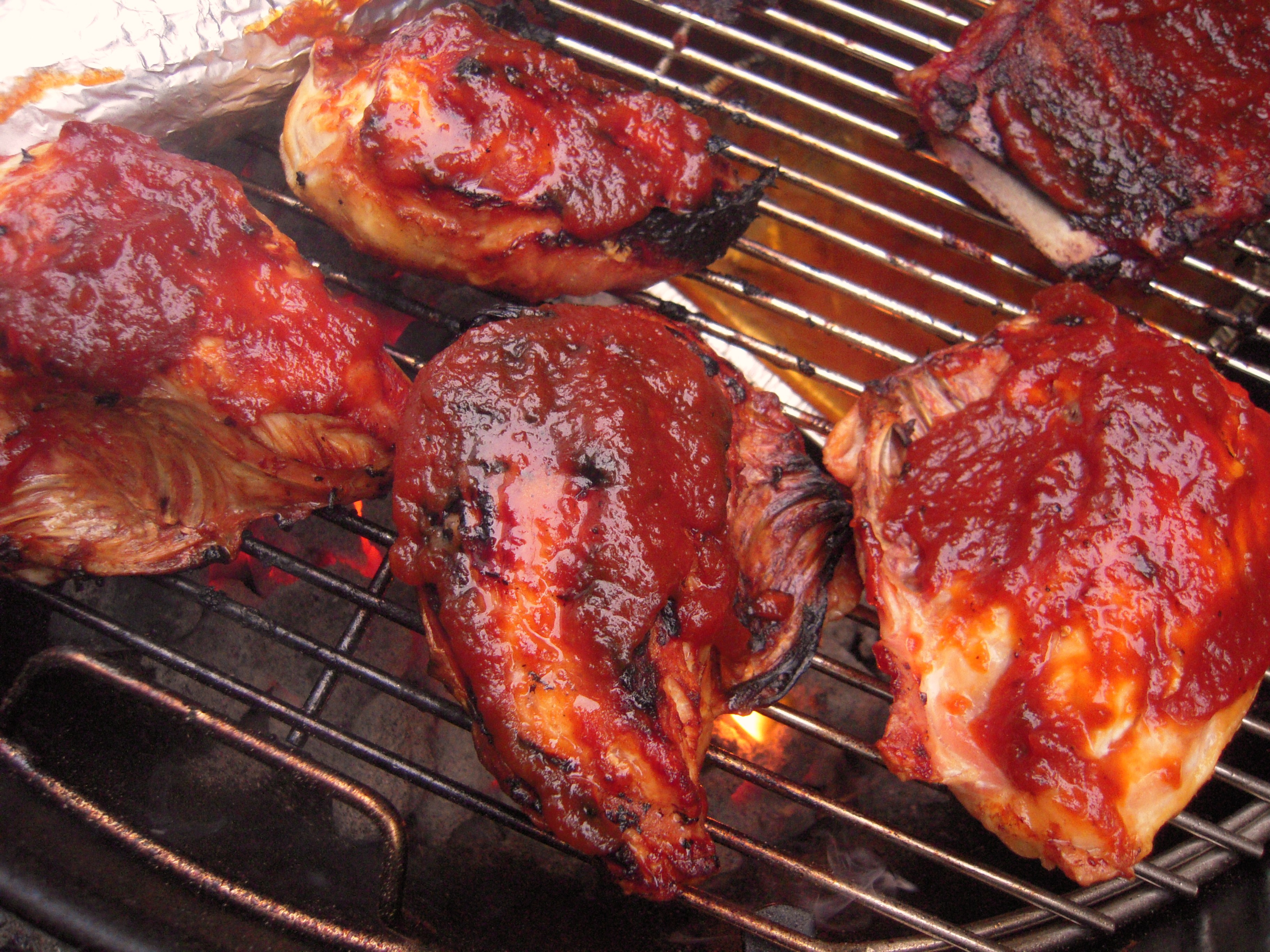
دجاج مشوي متبل

- برياني دجاج - طبق يعتمد على الأرز من جنوب آسيا
- مستنقع الدجاج - بيلاف الدجاج والأرز في المطبخ الأمريكي
- دجاج كاشياتوري
- دجاج شيتيناد
- قطع الدجاج - طبق دجاج مقلي على الطريقة الماليزية
- كاري الدجاج
- فطيرة كاري الدجاج
- ديوان دجاج - طاجن دجاج
- رول فيليه الدجاج
- شرائح صدور الدجاج المقرمشة
- دجاج فرانسيس
- دجاج بي كي المقلي  طبخ دجاج تاباكا، وهو طبق جورجي تقليدي

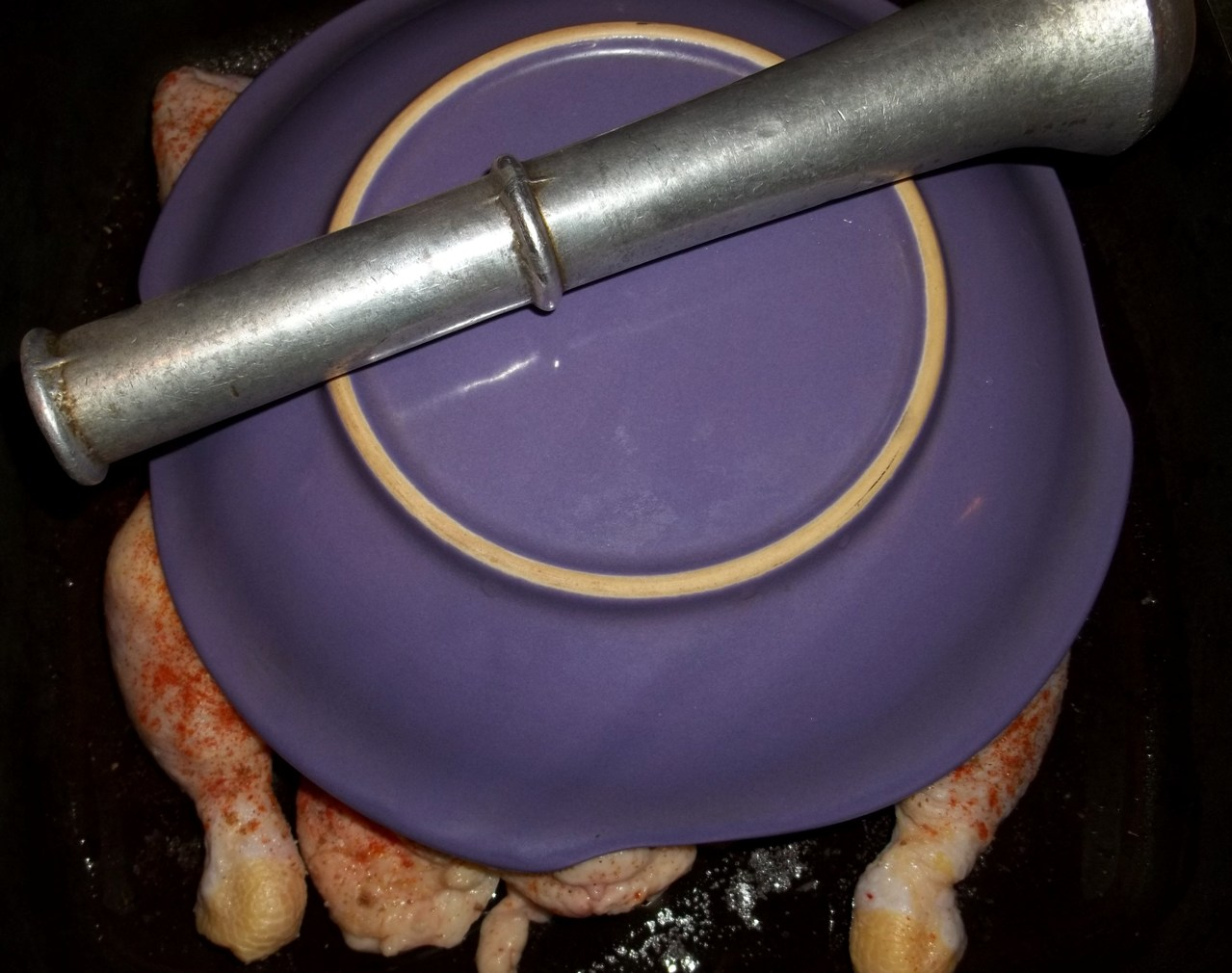
طبخ دجاج تاباكا، وهو طبق جورجي تقليدي

- دجاج بالكاري الأخضر (كاينج كياو وان كاي)
- دجاج جالفريزي
- دجاج كراهي
- كباب دجاج
- دجاج كييفدجاج الزبدة هو طبق هندي مصنوع من صلصة الطماطم المتبلة بشكل خفيف.
- دجاج قورمة
- دجاج لاهوري
- مصاصة دجاج
- دجاج منشوريا
- دجاج مارينجو
- دجاج مارسالا
- دجاج ميريلاند
- مول الدجاج
- ناجتس الدجاج
- بيلارد الدجاج
- بابريكا الدجاج
- دجاج بارميزان
- دجاج بارمو

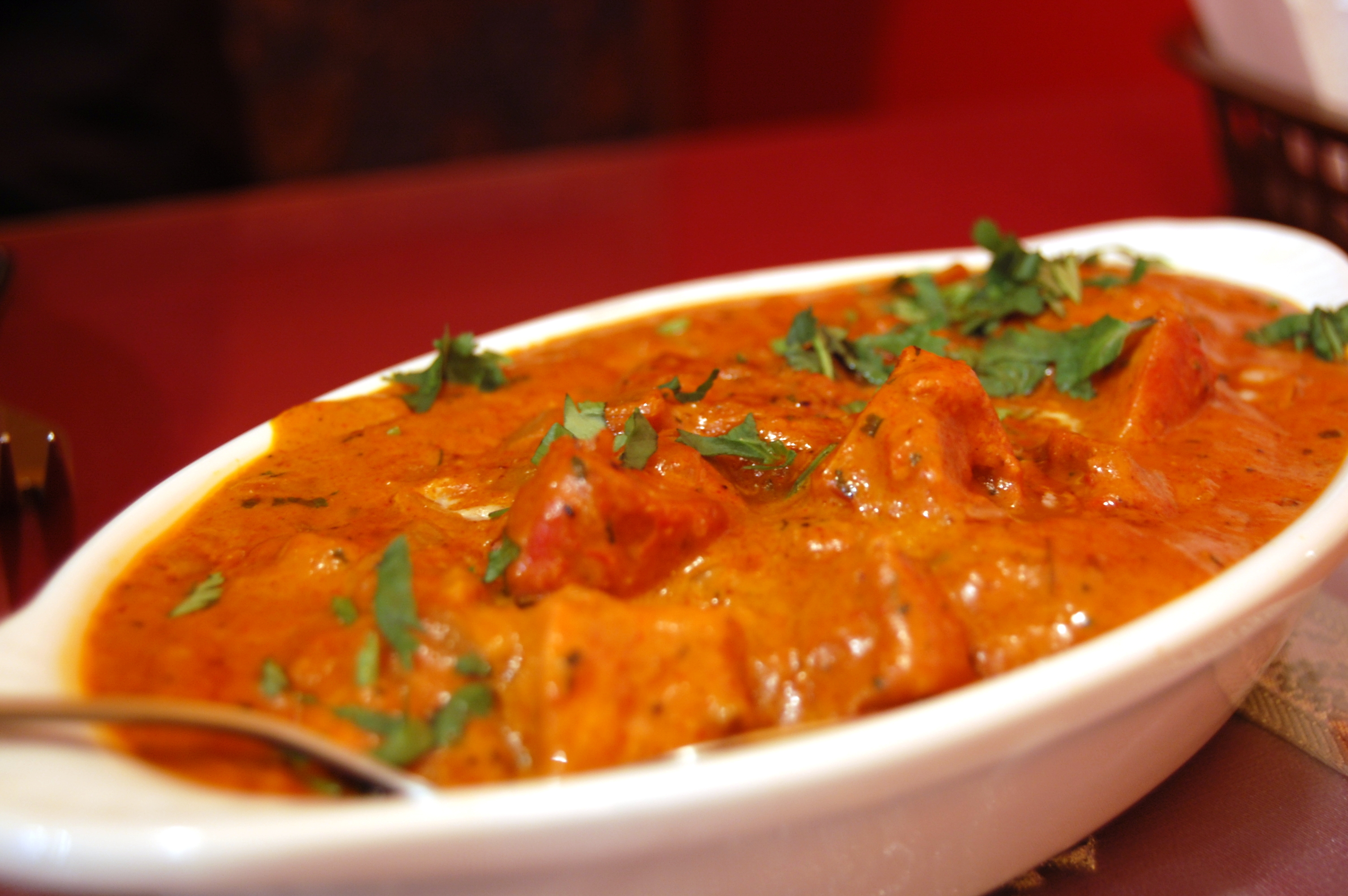
دجاج الزبدة هو طبق هندي مصنوع من صلصة الطماطم المتبلة بشكل خفيف.

- فطيرة دجاج - طبق فطيرة بريطاني  دجاج بالبرتقال

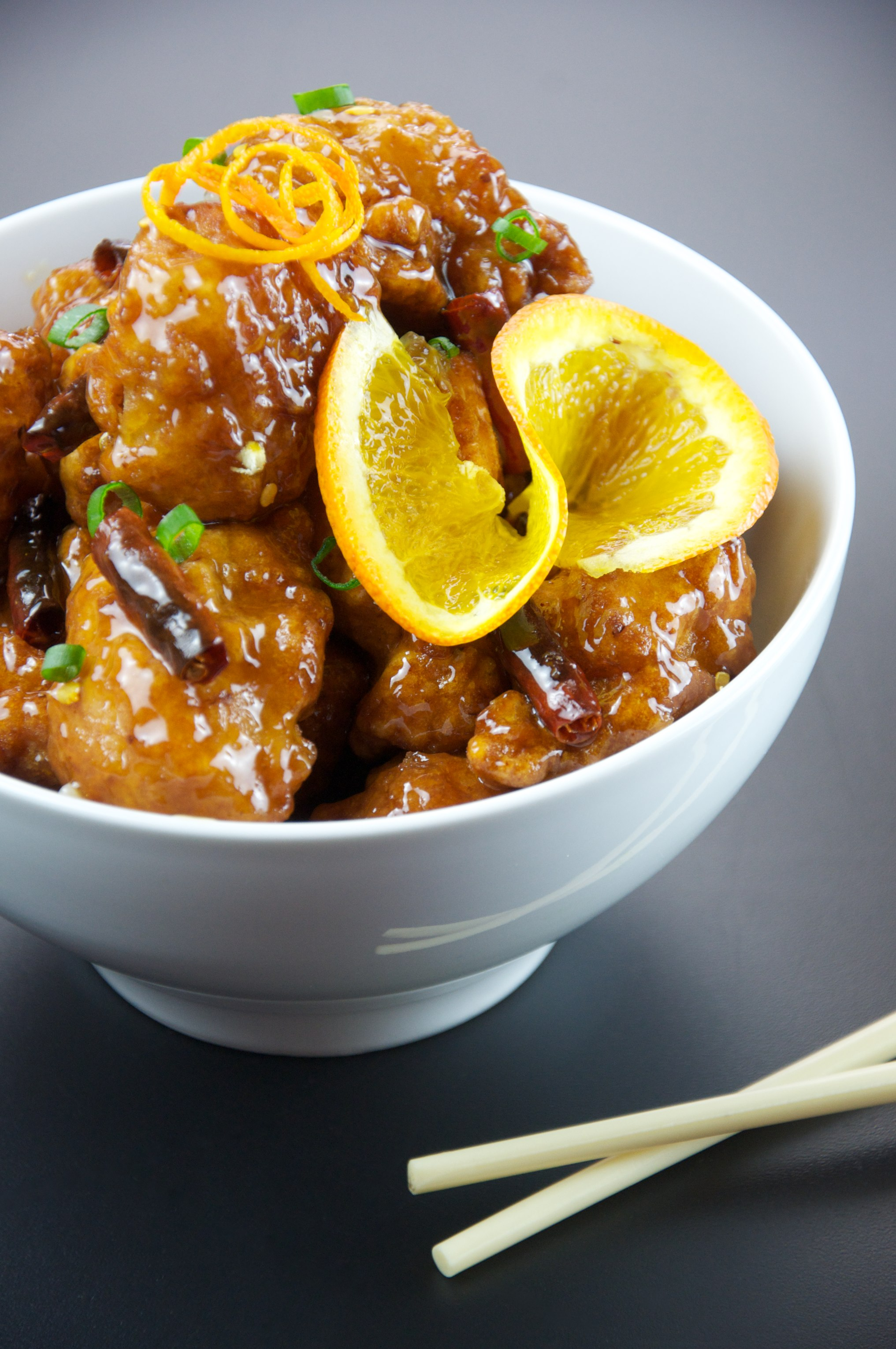
دجاج بالبرتقال

- فطيرة دجاج بوت - فطيرة لحم إنجليزية
- دجاج ريزالا - طبق تقليدي
- دجاج ريجي - طبق معكرونة
- سلطة دجاج - سلطة مصنوعة من الدجاج
- ساندويتش سلطة دجاج - سلطة مصنوعة من الدجاج
- شطيرة الدجاج - نوع من الساندويتش
- شاورما دجاج - طبق شرق أوسطي
- شوربة الدجاج - شوربة دجاج
- دجاج تاباكا - طبق دجاج مقلي على الطريقة الجورجية
- دجاج تاتسوتا - برجر ماكدونالدز ياباني
- دجاج تكة - قطع دجاج منزوعة العظم مطبوخة في التندور
- دجاج تكة مصالحة - طبق هندي بريطاني يتكون من قطع دجاج منزوعة العظم بصلصة الكاري
- دجاج تحت الطوب - طبق دجاج مشوي
- دجاج فيسوفيو - طبق إيطالي أمريكي مشهور في شيكاغو
- دجاج فيندالو - طبق كاري هندي
- لفافة أرز بأجنحة الدجاج - طبق دجاج وأرز تايواني
- دجاج بالفلفل الحار - من مطبخ سيتشوان دجاج مقلي ومكونات حارة
- شيريتما - طبق بيض أذربيجاني
- تشيكوزني - طبق ياباني
- دجاج بالفلفل الحار - طبق هندي صيني  كاراجي، طبق ياباني

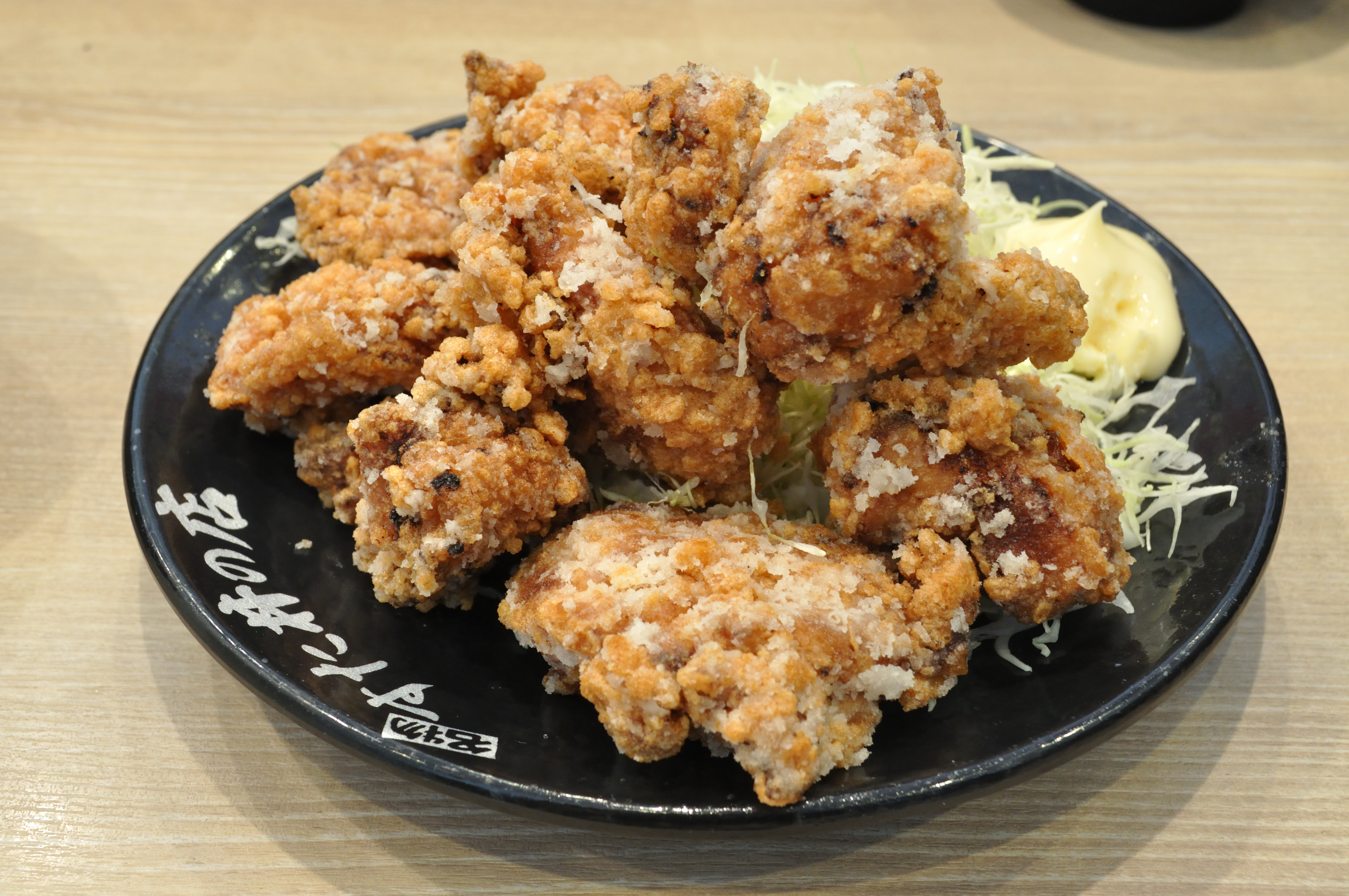
كاراجي، طبق ياباني

- سلطة دجاج صينية - سلطة دجاج أمريكية بمكونات صينية
- تشكمرولي - طبق دجاج جورجي تقليدي
- تشوان - طعام شعبي صيني
- دجاج شركسي - دجاج مبشور مع صلصة الجوز
- أرز دجاج في قدر فخاري - طبق أرز صيني
- حساء كوك-أ-ليكي - حساء اسكتلندي
- دجاج كولا - طبق دجاج هونغ كونغ
- كوك أو فان - يخنة دجاج على الطريقة الفرنسية
- كوردون بلو - طبق لحم وجبن  بولداك هو طبق كوري مصنوع من الدجاج المتبل بكثافة.[2]
- دجاج التتويج - طبق دجاج إنجليزي

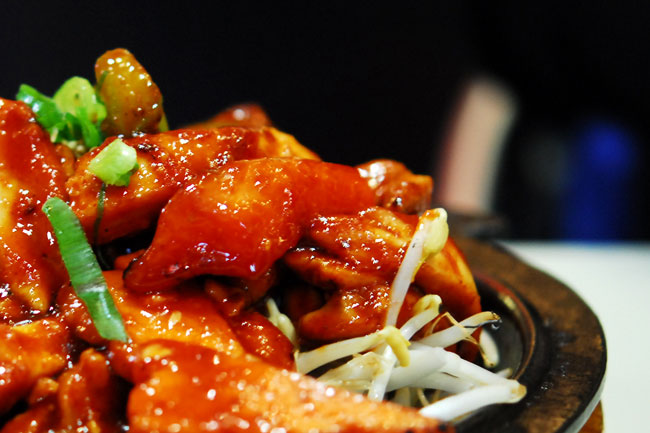
بولداك هو طبق كوري مصنوع من الدجاج المتبل بكثافة.

- كابتن الريف - طبق دجاج بالكاري مع أرز في جنوب الولايات المتحدة
- كوشينيا - وجبة خفيفة برازيلية
- دجاج مقلي مقرمش - طبق صيني من الدجاج المقلي
- داك جالبي - دجاج كوري مقلي حار
- داكجوك - طبق عصيدة دجاج كوري
- داكوتشي - طعام شعبي كوري جنوبي
- دابانجي - طبق دجاج مطهو على الطريقة الصينية ودونغان
- دجاج ديتشو المطهو ببطء - طبق صيني من مدينة ديتشو بمقاطعة شاندونغ، الصين
- دجاج دونغان - طبق دجاج صيني
- دبل داون - ساندوتش كنتاكي
- دراغون تايجر فينيكس - طبق صيني
- الدجاج المخمر - طبق دجاج كحولي
- دوروس كورا - كاري دجاج مقلي تقليدي من مطبخ روهينجا وشيوتاغون
- دجاج الخطوبة - طبق أمريكي يُشاع أنه يُؤدي إلى الزواج
- فلاينج جاكوب - طبق سويدي
- فريكاسيه
- دجاج مقلي - طبق من قطع دجاج متبلة ومقلية
- دجاج فوجيان بالنبيذ الأحمر - طبق صيني
- جالينيا أفريكانا - طبق دجاج ماكاو
- جالينيا أ برتغالية
- جالينهادا - طبق دجاج وأرز برازيلي
- جالو إن تشيتشا - طبق دجاج من أمريكا الوسطى
- دجاج الجنرال تسو - طبق دجاج مقلي
- جريبينيس - طبق يهودي أشكنازي
- جولاي أيام - طبق جنوب شرق آسيا
- أرز هاينانيز بالدجاج - طبق أرز ودجاج من جنوب شرق آسيا
- كومة القش الهاوايية - طبق أرز هاواي
- هيلزل - طبق يهودي أشكنازي
- دجاج حار - طبق دجاج من ناشفيل، تينيسي، الولايات المتحدة الأمريكية
- دجاج هولي هولي - طبق دجاج هاواي
- دجاج الصياد - طبق دجاج فرنسي
- إيناسال نا مانوك - طبق دجاج مشوي من الفلبين
- جامبونو
- دجاج جيرك - أسلوب طبخ أصلي في جامايكا
- مشاوي القدس المشكلة - طبق لحم مشوي إسرائيلي
- دجاج اليوبيل - طبق مُبتكر للاحتفال بيوبيل ملوك بريطانيا
- كباب جوجة - كباب دجاج فارسي
- دجاج كاداي - طبق جنوب آسيوي
- كاي يانغ - دجاج مشوي على الطريقة اللاوية التايلاندية
- كا براو كاي - طبق أرز مقلي من تايلاند
- كاراجي - طريقة طبخ يابانية
- كيدجينو - يخنة دجاج حارة من غرب أفريقيا
- كيلاغوين - طبق تشامورو من اللحم والبصل الأخضر في تتبيلة حمضية
- كيناماتيسانغ مانوك - يخنة دجاج وطماطم على الطريقة الفلبينية
- دجاج كينج رانش - طاجن تكس مكس
- دجاج مقلي كوري - تشكيلة من أطباق الدجاج المقلي من كوريا الجنوبية
- كوري روتي - طبق حار من الهند
- كوكو باكا
- دجاج كونغ باو - طبق مقلي حار
- كورنك (فطيرة) - بيروغ محشو بالدجاج فاخر من المطبخ الروسي
- لافانجي
- لازيجي - مطبخ سيتشوان من الدجاج المقلي ومكونات حارة
- دجاج بالليمون - اسم لعدة أطباق تحتوي على الدجاج والليمون
- لونتونغ كاب غو مي - طبق أرز إندونيسي
- سوكا دجاج مانغالوري - طبق دجاج هندي أصلي في منطقتي مانغالور وأودوبي
- مرق - نوع من الطعام
- مي أيام - طبق نودلز دجاج إندونيسي
- مومو - زلابية في المطبخ التبتي والنيبالي
- مو غو غاي بان - نسخة أمريكية من طبق كانتوني
- مورغ مسلم - طبق من شبه القارة الهندية
- مسخن - طبق خبز ودجاج فلسطيني
- ماسامان كاري - كاري تايلاندي خفيف
- ناسي ليويت - طبق أرز من وسط جاوا
- ناسي تيم - طبق أرز دجاج مطهو على البخار على الطريقة الإندونيسية
- سلطة أوليفيه - طبق سلطة روسي تقليدي
- أوبور أيام - طبق دجاج إندونيسي بحليب جوز الهند
- دجاج بالبرتقال - طبق دجاج صيني من أصل أمريكي
- أوستروبيل - يخنة رومانية
- أوياكودون - طبق دجاج وأرز ياباني
- باداك - طبق دجاج مقلي من كوريا الجنوبية
- بسطيلة - فطيرة شمال أفريقية مصنوعة من اللحم وعجينة معجنات متعددة الطبقات
- أدوبو فلبيني - طبق فلبيني مكون من دجاج/لحم خنزير مطبوخ بصلصة الصويا والخل
- بيكاتا - طبق إيطالي
- بينينياهانغ مانوك - طبق دجاج فلبيني
- بينيكبيكان - طبق تقليدي في الفلبين
- بيانغانغ مانوك - طبق دجاج فلبيني
- بليسينغ أيام
- بوزارسكي كتليت - طبق روسي من اللحم المفروم المقلي
- بولو آلا براسا - طبق دجاج
- بولو آل ديسكو - طبق دجاج أرجنتيني
- دجاج بوب كورن - طبق دجاج مستوحى من دجاج كنتاكي المقلي
- بولارد ألبوفيرا - طبق دجاج
- بوليه أو فروماج - طبق دجاج وجبن فرنسي
- ريندانغ أيام - طبق من جنوب شرق آسيا
- دجاج مشوي - طبق من دجاجة كاملة مشوية أو مقلية من جميع الجوانب لنضجها
- رولاتيني - طبق على الطريقة الإيطالية
- دجاج شواية - طبق دجاج
- صاجي
- سالتيمبوكا - طبق إيطالي
- سامغيتانغ - حساء كوري مع دجاجة محشوة كاملة
- سانبيجي - طبق دجاج صيني وتايواني
- ساتاي - كباب جنوب شرق آسيا
- سكالوبيني - نوع من أطباق اللحوم الإيطالية
- شنتزل - قطعة لحم مسطحة مقلية ومغطاة بالبقسماط
- دجاج بالسمسم - طبق دجاج
- شيش طاووق - طبق دجاج
- شيش طاووق (مونتريال) - طبق شرق أوسطي
- دجاج لدغة الثعبان
- سورول - طبق فلبيني
- سوتو أيام - حساء دجاج إندونيسي
- دجاج بصلصة الصويا - طبق كانتوني تقليدي
- كيس التوابل - طبق سريع من أيرلندا
- ساندويتش دجاج حار - ساندوتش مصنوع من الدجاج
- دجاج حلو وحامض - طريقة التحضير
- جناح سويسري - طبق أجنحة دجاج من هونغ كونغ
- دجاج مقلي تايواني - طبق من المطبخ التايواني
- دجاج تندوري - طبق دجاج مشوي متبل
- هيطلية - بودنغ حليب عثماني
- تبيت - حساء دجاج عراقي يهودي يُقدم ليلة السبت
- ترياكي - تتبيلة يابانية
- برياني ثالاسيري - تقاليد طهي ثالاسيري، كيرلا
- تينغا - طبق دجاج مكسيكي
- توم خا كاي - حساء دجاج وحليب جوز الهند التايلاندي
- توريكاتسو - طبق دجاج مقلي ياباني
- توريساشي - طبق دجاج ياباني
- تسوكوني - كرات لحم دجاج يابانية
- واترزوي - حساء بلجيكي تقليدي
- ونتشانغ تسي - طبق دجاج من هاينان الصين
- دجاج أبيض مقطع - طبق صيني
- ياكيتوري - دجاج مشوي على الطريقة اليابانية
- دجاج يانغنيوم - دجاج كوري مقلي متبل
- ياسا - دجاج أو سمك سنغالي متبل حار

أطباق الدجاج
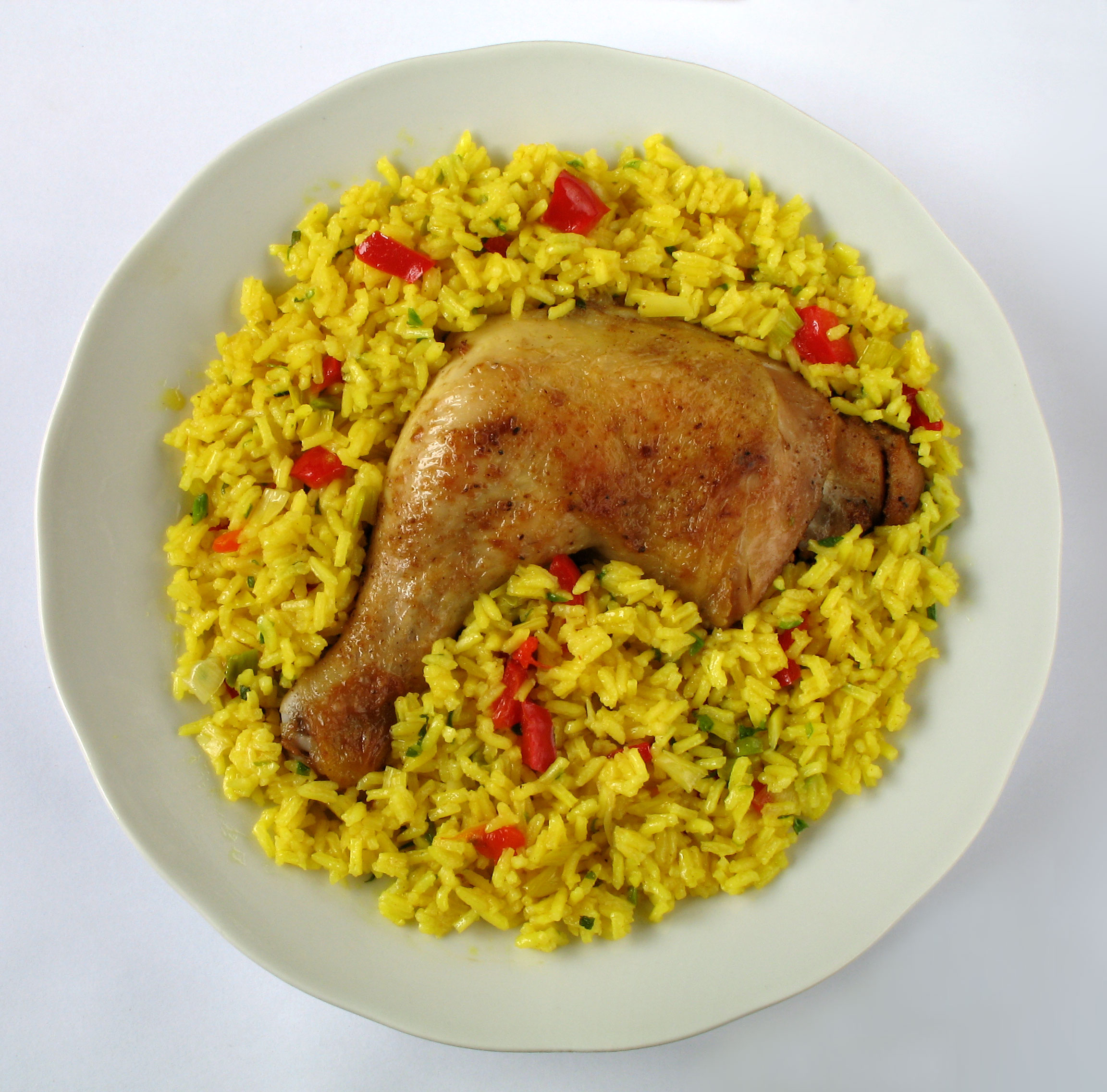
أروز كون بولو (الدجاج والأرز)
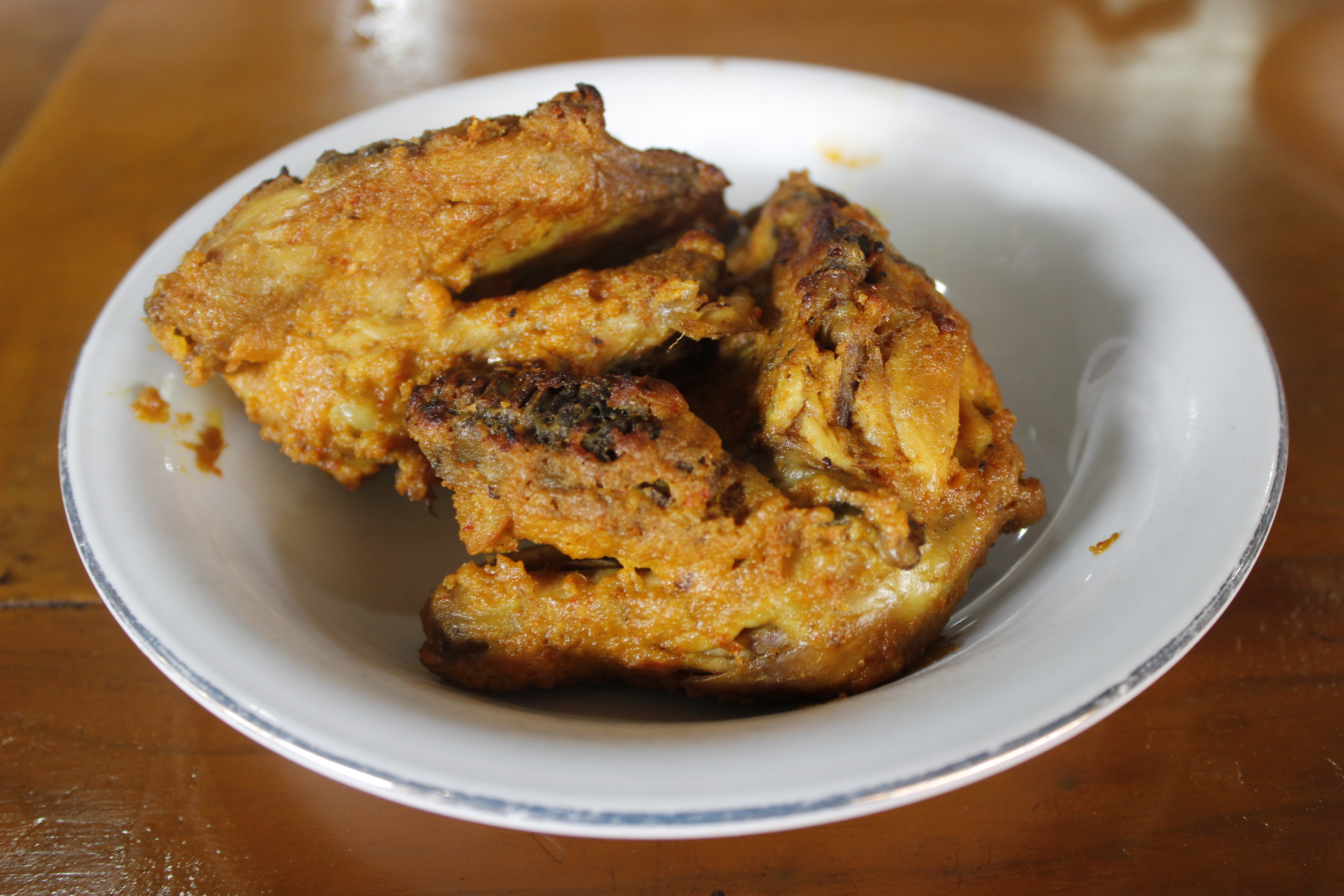
أيام باكار بادانج، دجاج مشوي على الطريقة الإندونيسية مع مزيج غني من التوابل (بامبو)؛ الكراث، الثوم، الفلفل الحار، الجوز الهندي، القولنجال والكركم
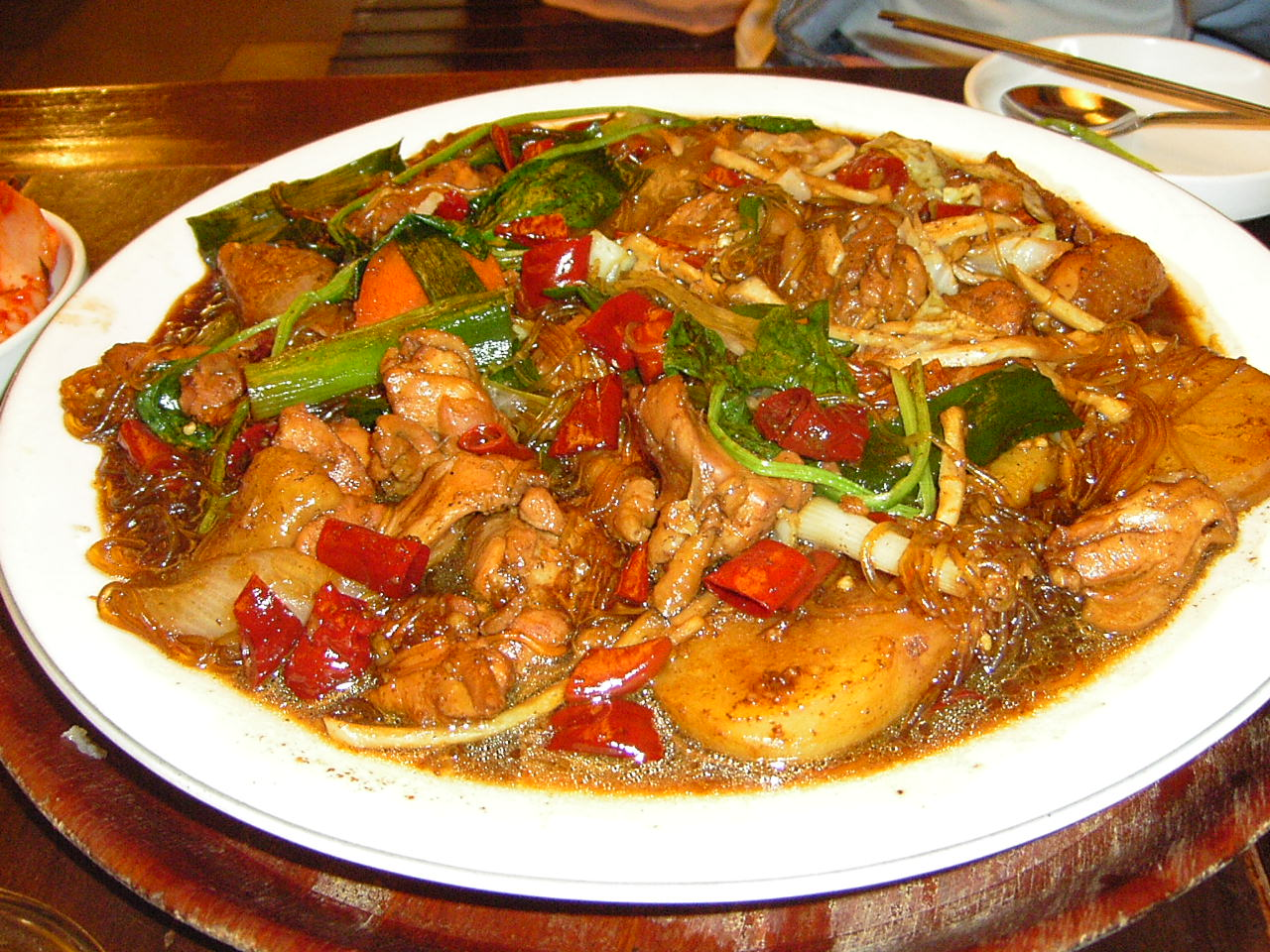
أندونج جيمداك هو نوع من الججيم (طبق كوري مطهو على البخار أو مسلوق) مصنوع من الدجاج والخضروات المتنوعة المتبلة في صلصة تعتمد على الكانجانج.
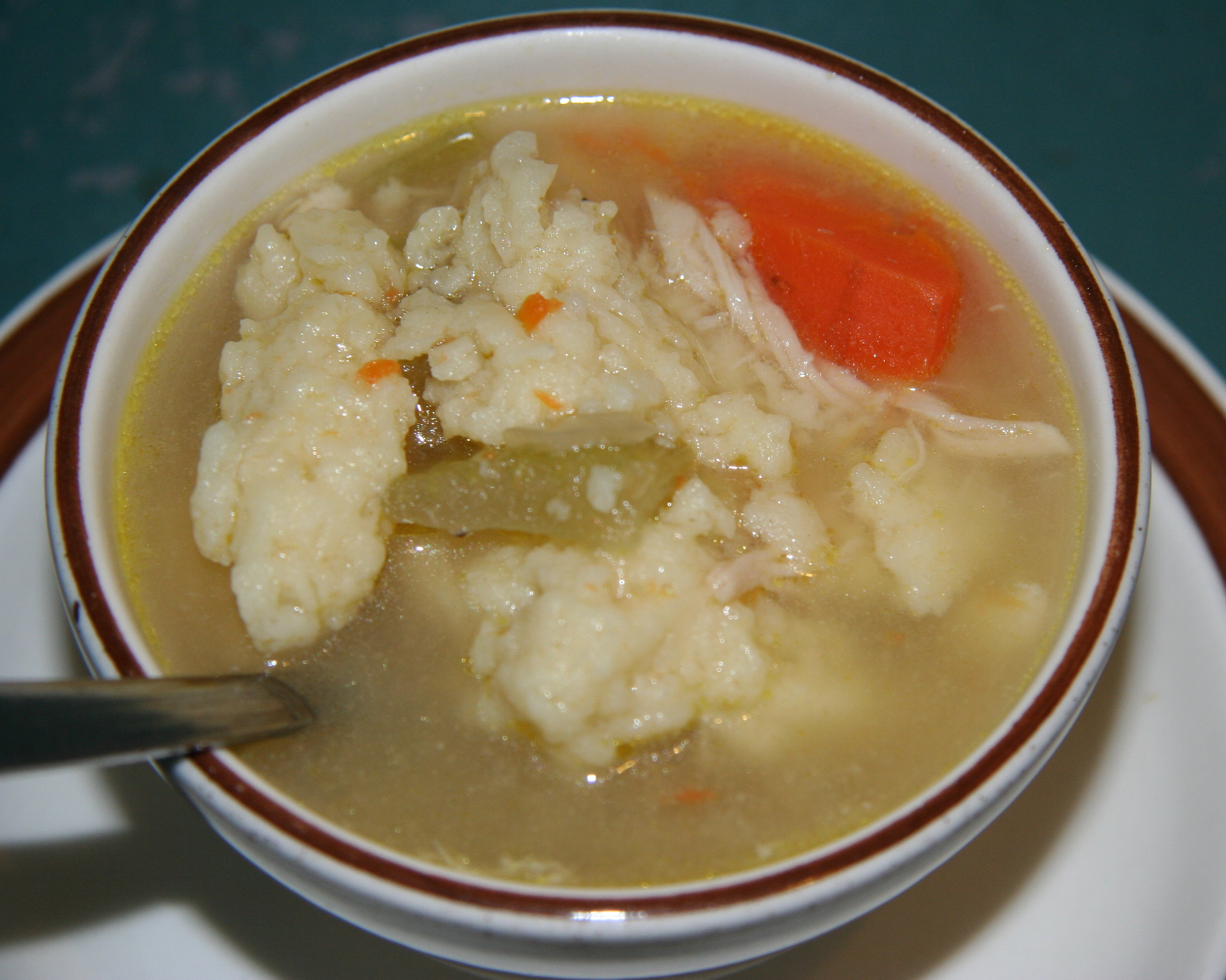
وعاء من الدجاج والزلابية
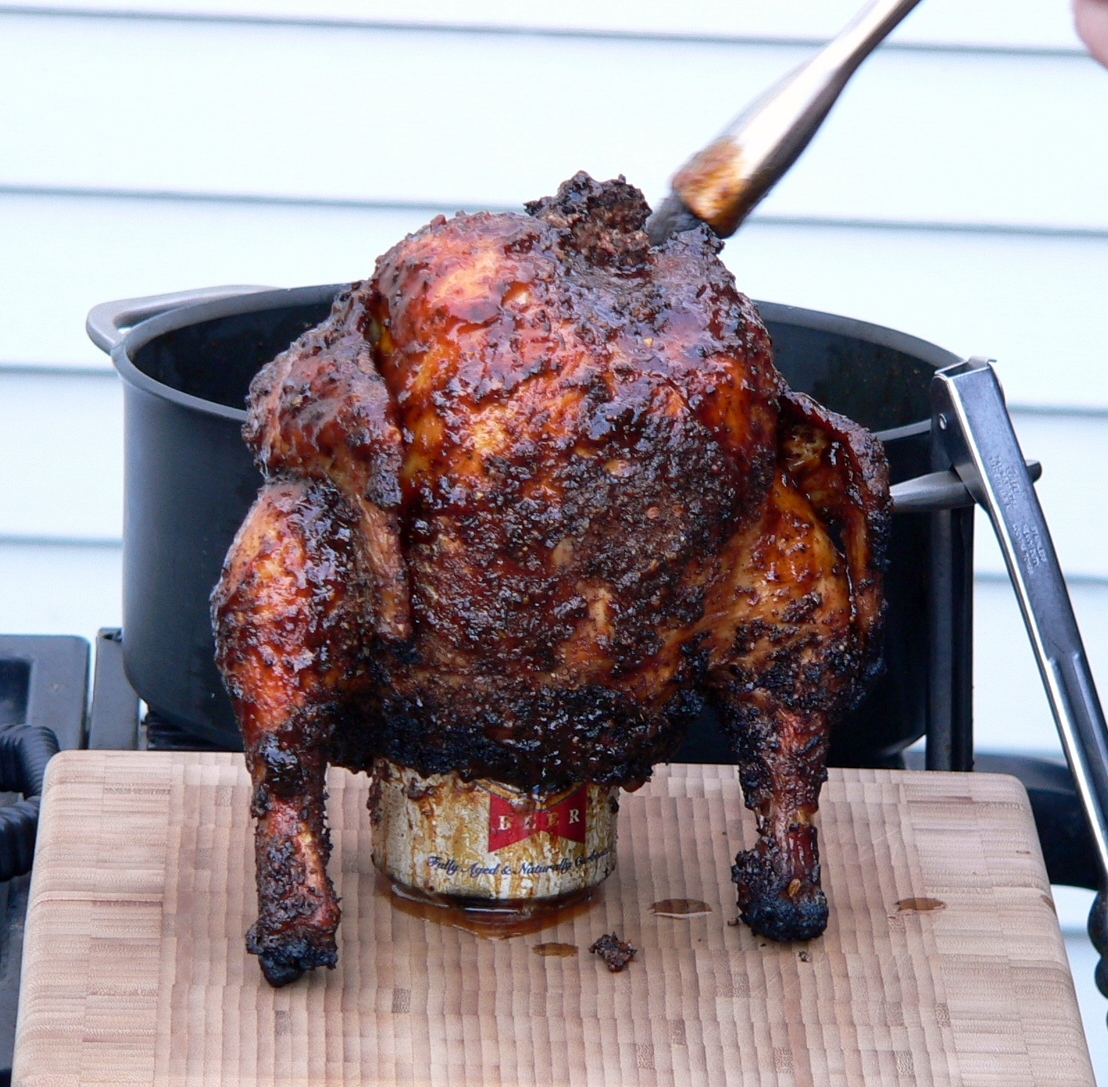
دجاج معلب بالبيرة
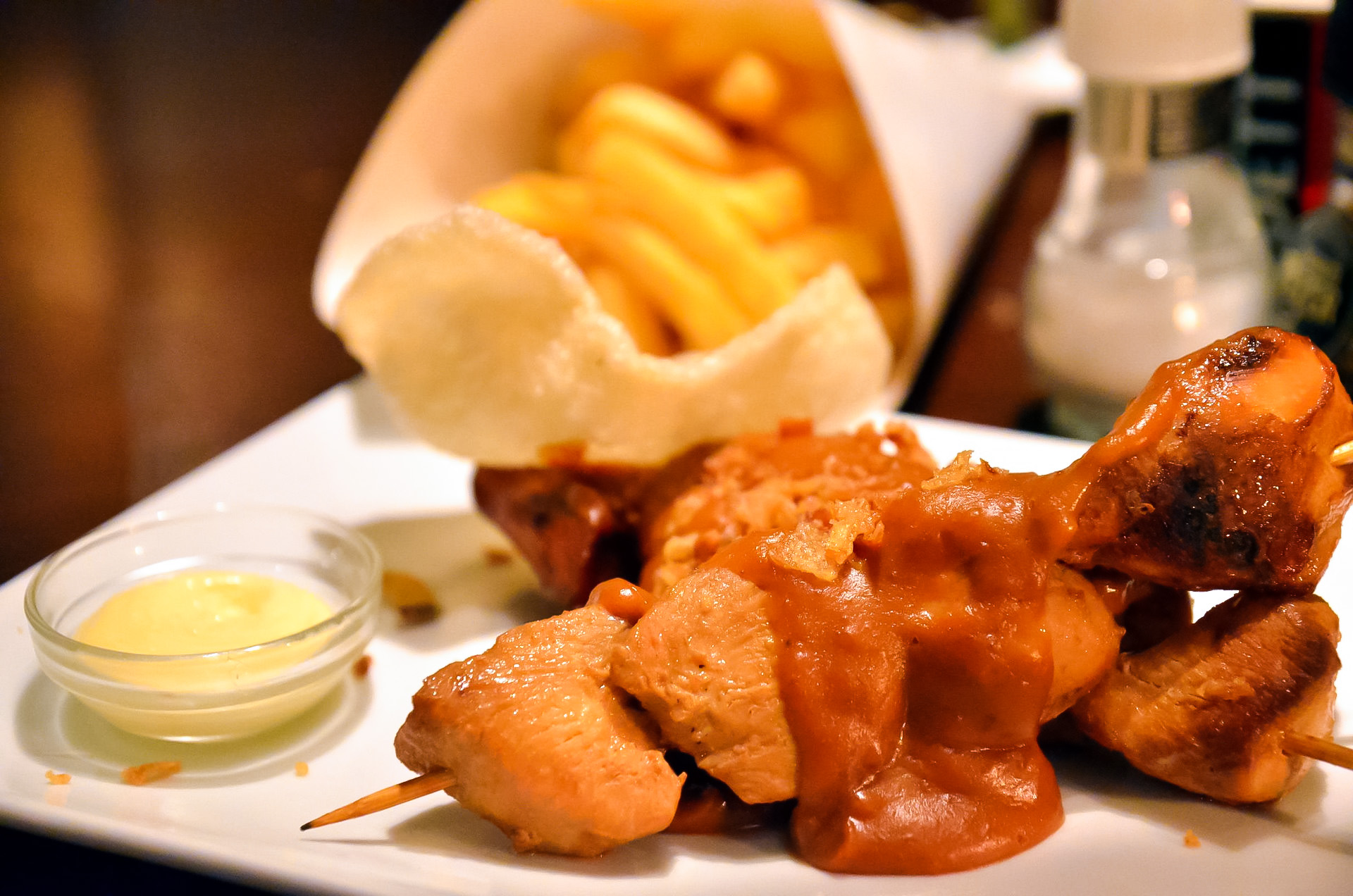
ساتيه الدجاج في هولندا مع صلصة الفول السوداني والبطاطس المقلية ومقرمشات الروبيان والمايونيز؛ كما قدم في حانة في أمستردام
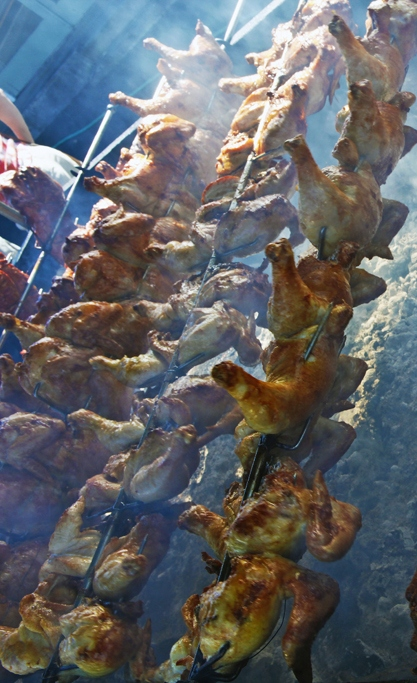
دجاج هولي هولي مشوي على سيخ
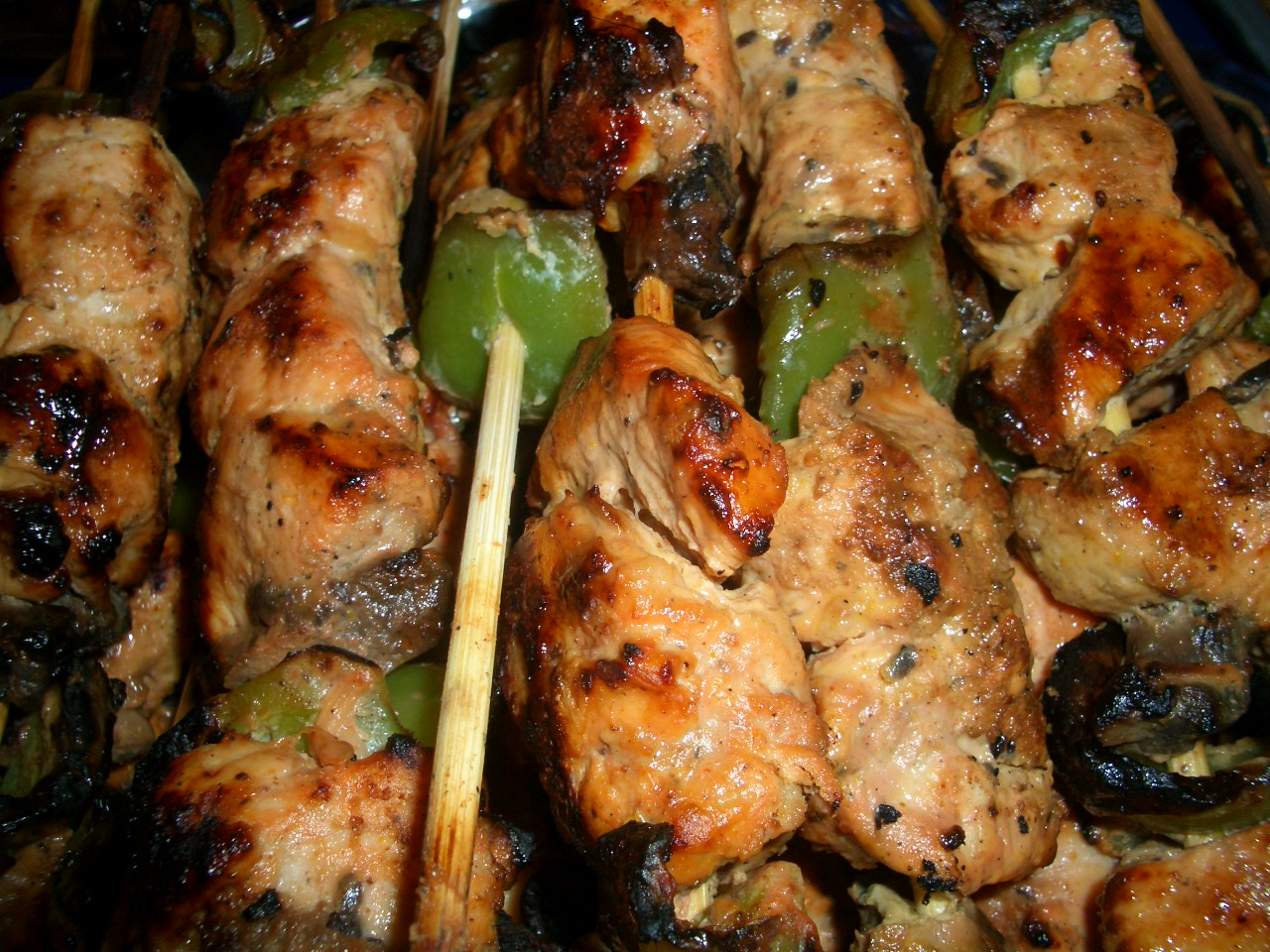
شيش طاووق، كباب شيش تقليدي من الشرق الأوسط
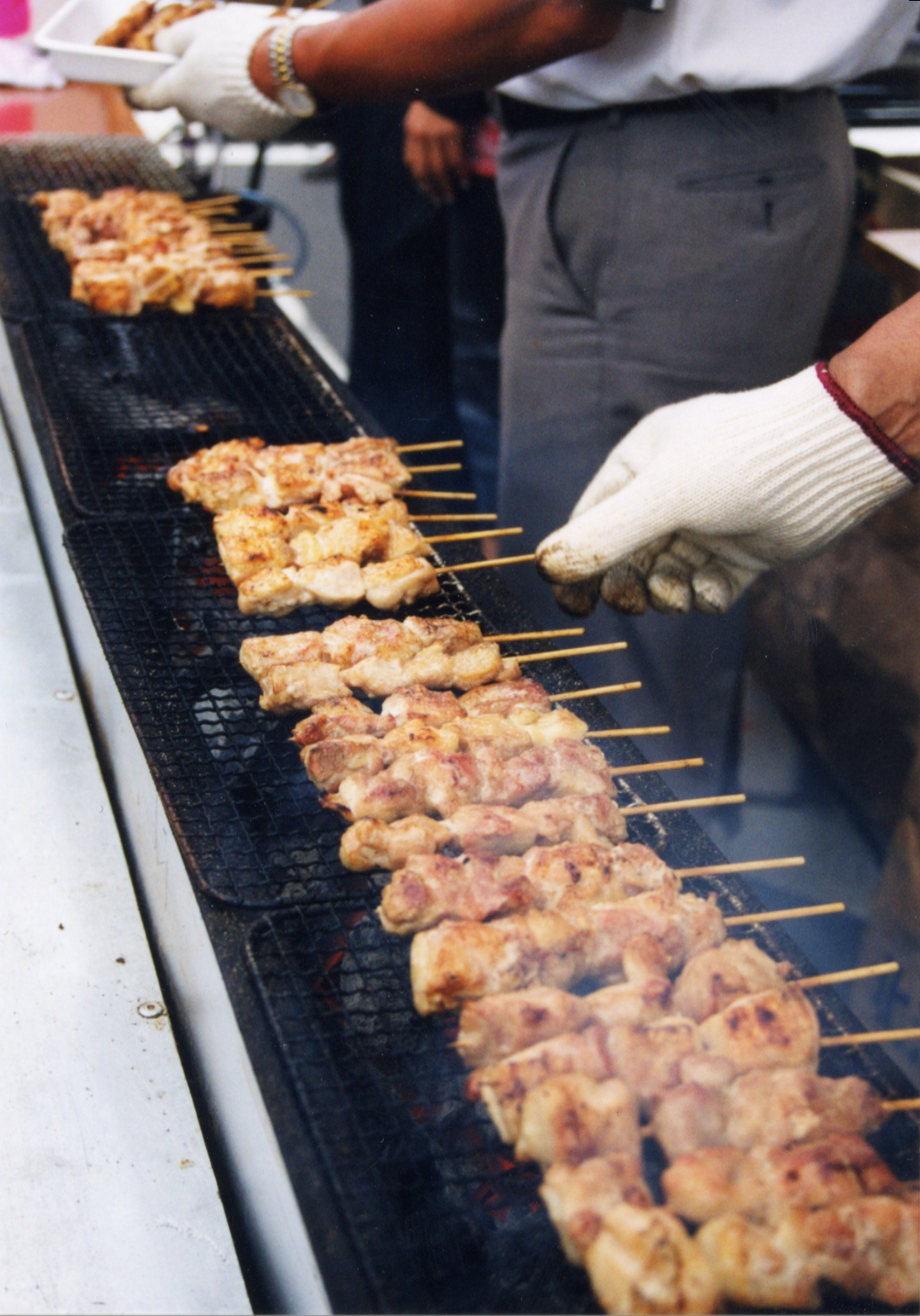
ياكيتوري مشوي
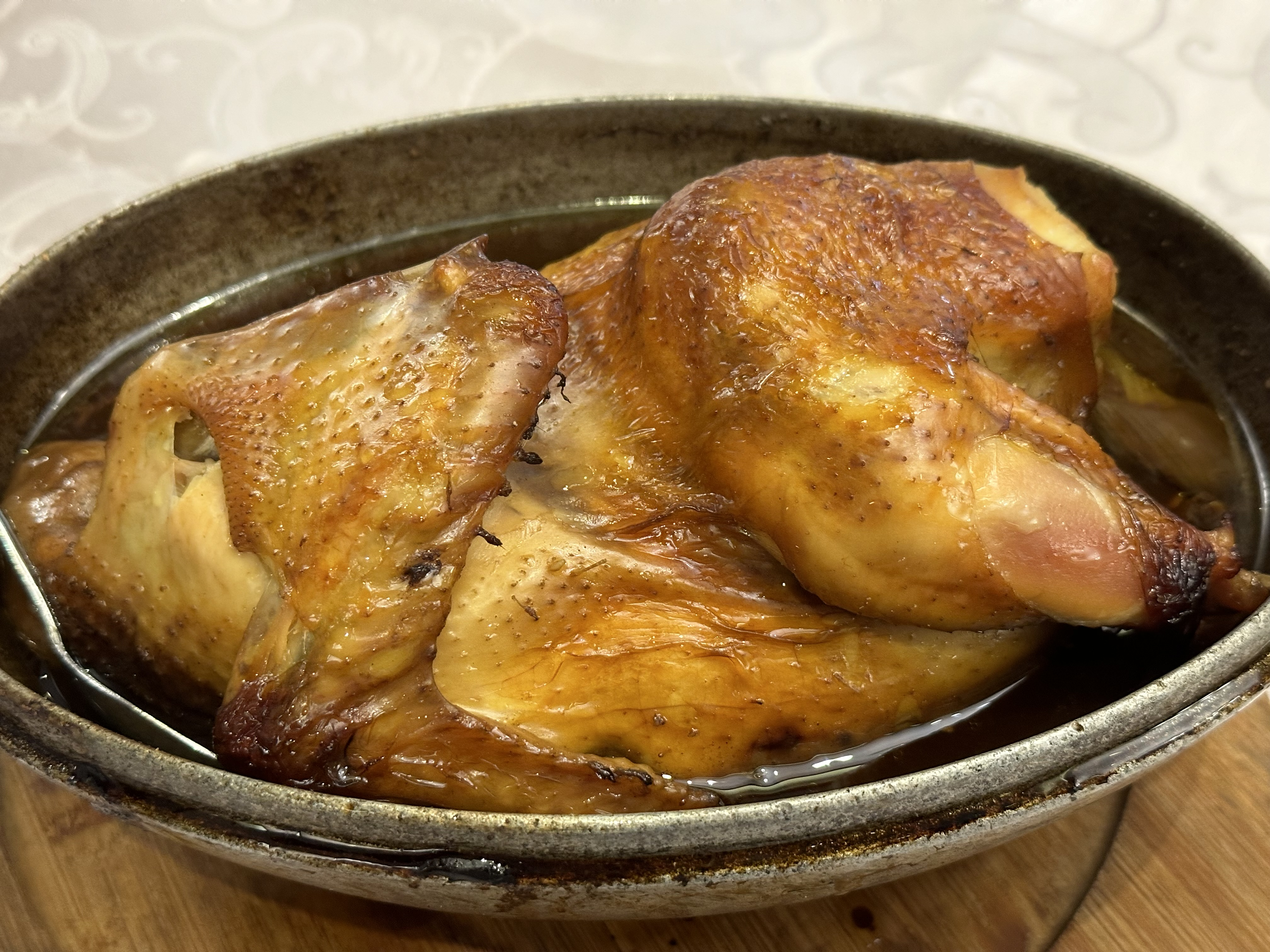
دجاج المتسول
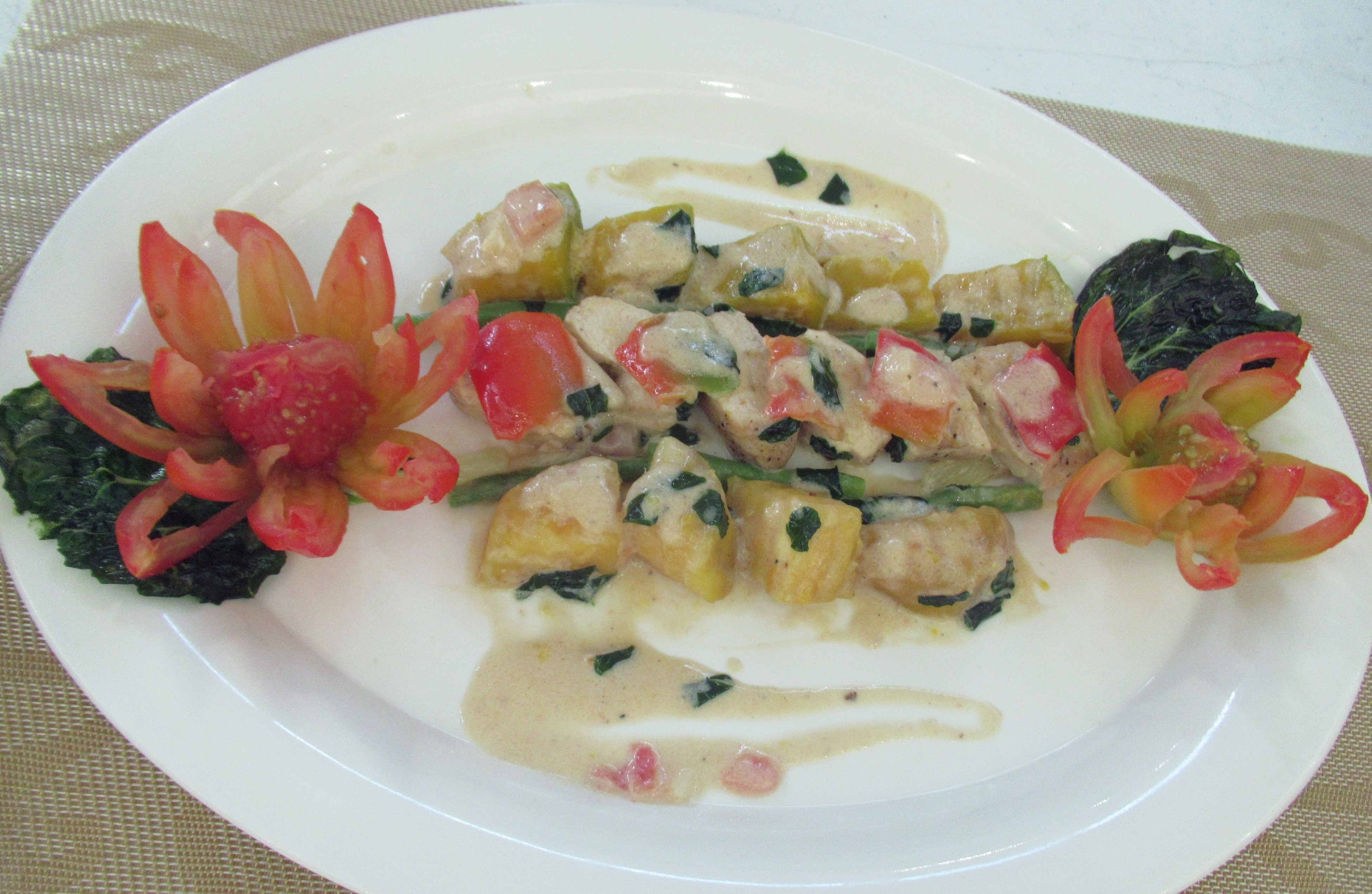
متعة الدجاج والخضار

## روابط خارجية
- وسائط متعلقة بـ Chicken dishes في كومنز.